# Waterkist

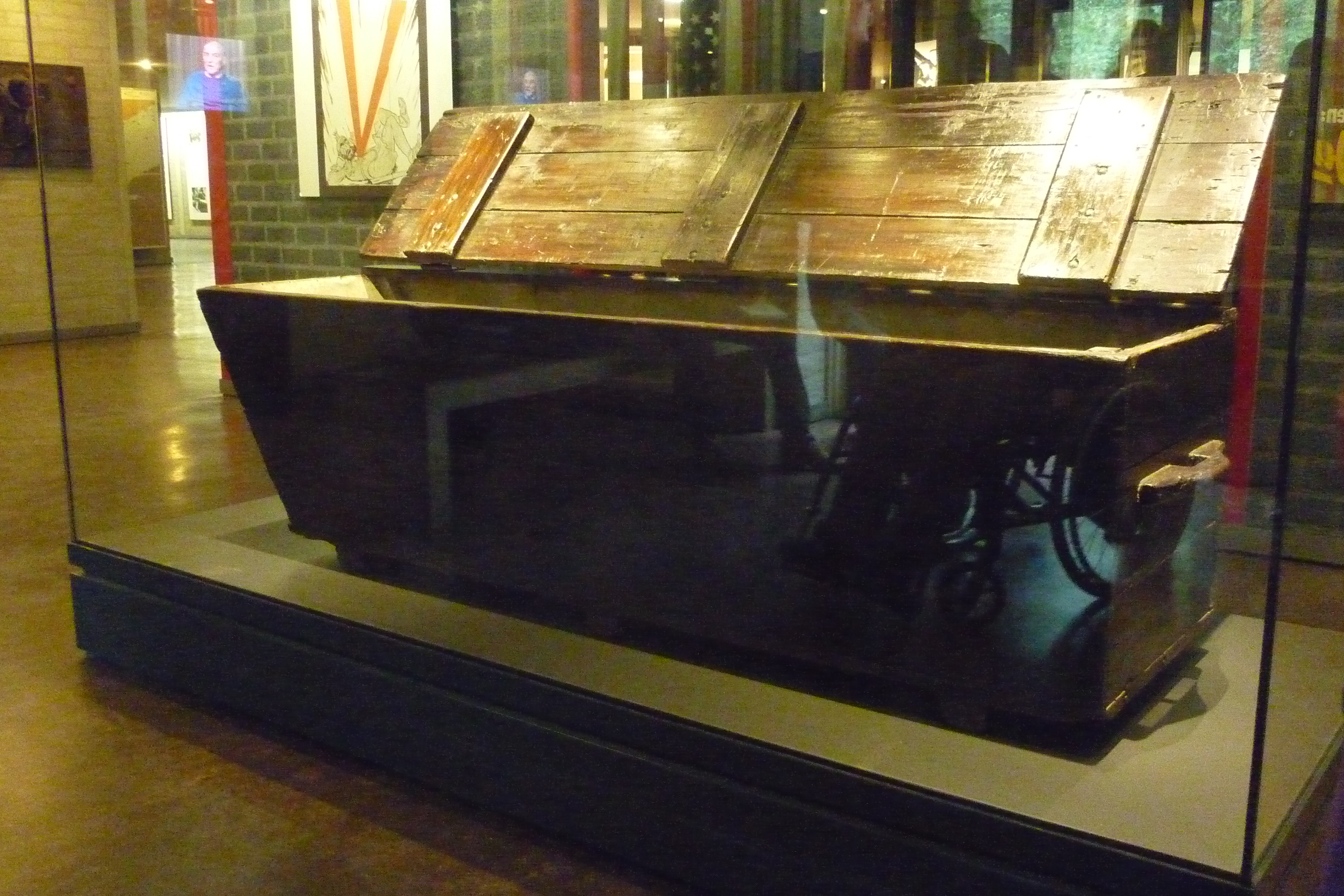
Waterkist in Oorlogsmuseum Overloon, gebruikt in de gevangenis van Leeuwarden.

De waterkist is een martelwerktuig dat tijdens de Tweede Wereldoorlog door de Duitsers werd gebruikt om gevangenen te ondervragen. De kist was van hout gemaakt en gevoerd met zink zodat hij waterdicht was. Er paste een deksel op die met scharnieren aan de lange kant was vastgemaakt. De kist werd met water gevuld, de gevangene die niet meewerkte bij de ondervragingen, werd in de kist gelegd en de deksel werd afgesloten. Net voordat hij verdronk werd de gevangene er weer uitgehaald.